# ThunderCoaster
ThunderCoaster sont des montagnes russes en bois du parc TusenFryd, situé près de Ski, au Sud d'Oslo, en Norvège. Elles ont ouvert le 1er mai 2001. C'est l'un des trois parcours de montagnes russes en bois construits par Vekoma, avec Robin Hood à Walibi Holland, et le Loup Garou à Walibi Belgium, ouverts en 2000 et 2001. Ce sont les seules montagnes russes en bois de Norvège.

## Parcours

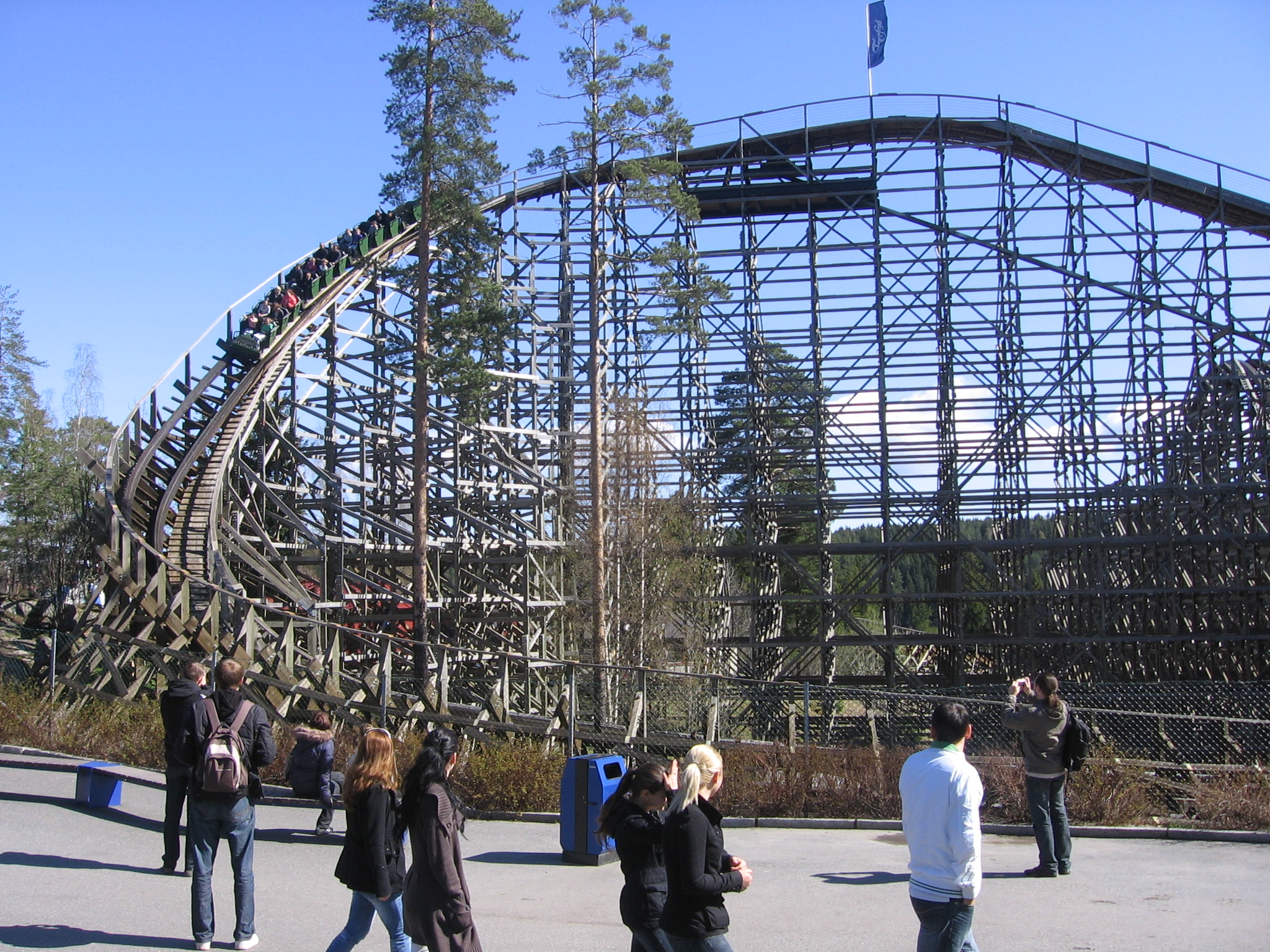
La première descente.

Le parcours, long de 980 mètres, commence par un lift hill et une descente d'une hauteur de 32 mètres, suivie de la deuxième descente inclinée à 57,3 degrés qui mène dans un tunnel. Il y a ensuite plusieurs airtimes.

## Classements
ThunderCoaster est l'un des deux seuls parcours de montagnes russes construits par Vekoma à être classé dans le Top 50 des Golden Ticket Awards depuis 2006 avec Expedition Everest, en se classant 49e en 2007.
| Rang | 23 | 17 | 22 | 46 | 37 | 28 | 26 | 22 | 34 | 38 | 41 |